# Ставок (Луцкий район)
Ставок (укр. Ставок) — село в Олыкской поселковой общине Луцкого района Волынской области Украины.
До 2020 года входило в Киверцовский район.
Код КОАТУУ — 0721882005. Население по переписи 2001 года составляет 351 человек. Почтовый индекс — 45260. Телефонный код — 3365. Занимает площадь 0,425 км².